# Muzeum Historii Katowic
Muzeum Historii Katowic – samorządowa instytucja kultury, do której zadań należy dbanie o dokumentację przeszłości Katowic oraz upowszechnianie wartości historycznych, artystycznych i estetycznych miasta, jako części dziedzictwa górnośląskiego i polskiego oraz europejskiego.

## Historia

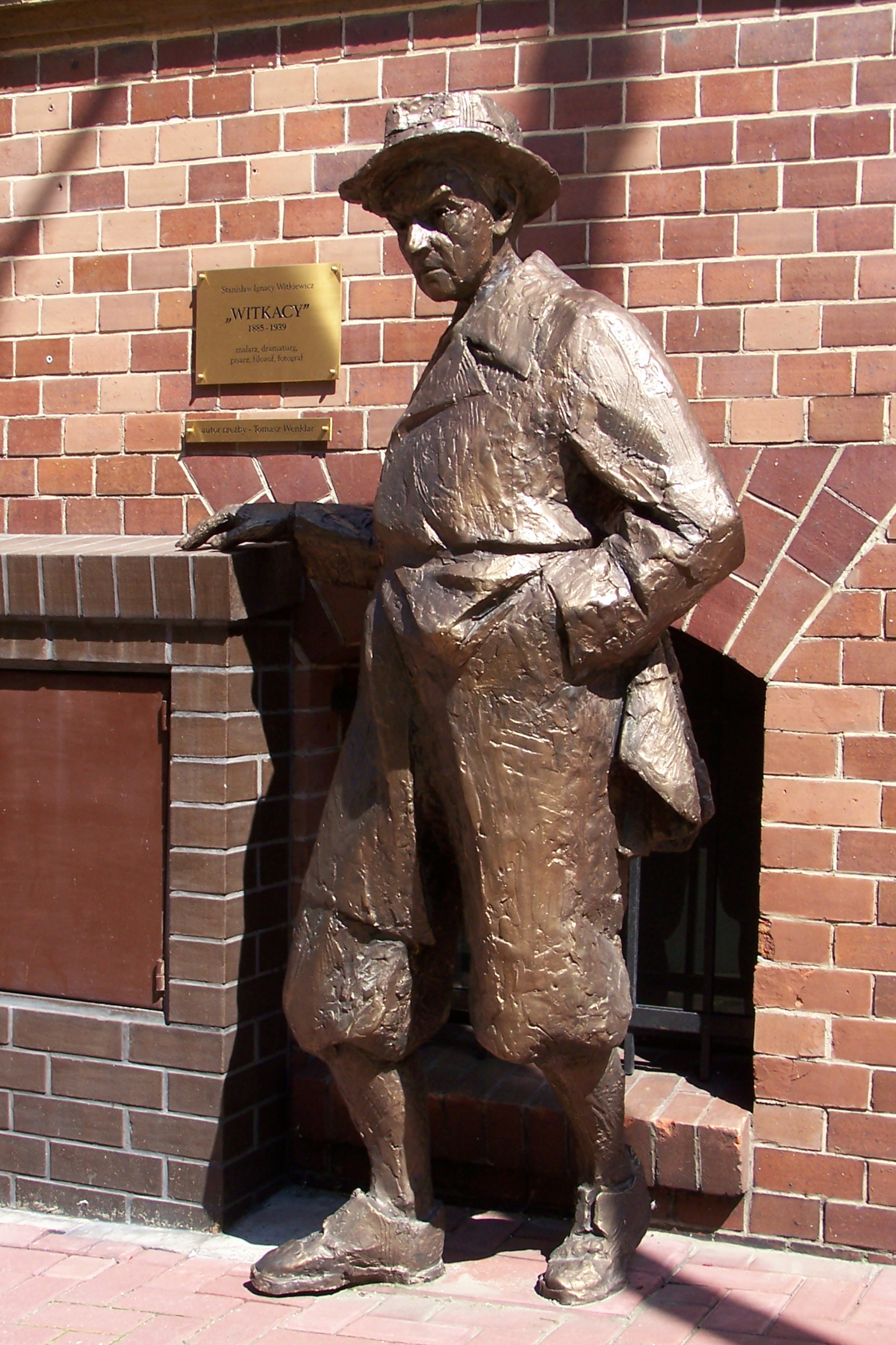
Posąg Witkacego przed wejściem do Muzeum Historii Katowic, autor Tomasz Wenklar

Początki Muzeum Historii Katowic są związane z Sekcją Muzealną przy „Katowickim Towarzystwie Społeczno-Kulturalnym”. Idea gromadzenia pamiątek narodziła się na początku lat 70. XX wieku, na długo przed reaktywacją Muzeum Śląskiego i miała charakter społeczny. Większość eksponatów pochodziła od mieszkańców miasta, a w gromadzeniu zbiorów uczestniczyli harcerze.
21 sierpnia 1976 otwarto Społeczne Muzeum Historii Katowic. Mieściło się ono w jednym z apartamentów na I piętrze kamienicy przy ul. ks. Józefa Szafranka 9. W lokalu usytuowano wystawę „Droga Katowic do Polski Ludowej”, salę wystaw zmiennych oraz biuro muzeum. W 1978 p.o. kierownika Społecznego Muzeum Historii Katowic pełnił historyk sztuki Maciej Wojciechowski. W 1979 zatrudniono historyka sztuki Marię Krysiak, a w 1980 historyka Antoniego Steuera.
W 1979 roku, na mocy testamentu Eugenii Wyszomirskiej-Kuźnickiej, przekazano muzeum jej portrety malowane przez Witkacego. Wydarzenie to poskutkowało decyzją urzędniczą, na podstawie której, w styczniu 1981 roku, powstało Muzeum Historii Katowic jako oddział Muzeum Górnośląskiego. Katowickie Towarzystwo Społeczno-Kulturalne uroczyście przekazało w dniu 27 stycznia 1981 swój majątek i zbiory na rzecz MHK. W wyniku konkursu na stanowisko kierownika MHK została powołana mgr Jadwiga Murzyn (Lipońska-Sajdak), dotychczasowy inspektor ds. czytelnictwa dzieci i młodzieży w Wojewódzkiej i Miejskiej Bibliotece Publicznej w Katowicach. W 1983 placówka stała się samodzielną instytucją pod nazwą Muzeum Historii Katowic (zarządzeniem nr 3/83 prezydenta miasta Katowice z 26 stycznia 1983).

### Budynek Działu Etnologii Miasta MHK
W 2005 roku Urząd Miejski w Katowicach wykupił od kopalni „Wieczorek” budynek dawnej pralni i magla w zabytkowym osiedlu górniczym Nikiszowcu i przekazał na filię Muzeum Historii Katowic. W części budynku, gdzie kiedyś maglowano bieliznę, odbywały się przez kilka lat wystawy malarstwa, fotografii, rzeźby, a także warsztaty artystyczne dla dzieci, spotkania z podróżnikami itp. W 2009 roku obiekt przekazano do remontu i adaptacji na cele muzealne w ramach projektu „Serce Nikiszowca. Rewitalizacja budynku Muzeum Historii Katowic”, na który pozyskano środki unijne. Po zakończeniu prac remontowych oraz wyposażeniu przeniesiono tam zbiory Działu Etnologii Miasta z budynku głównego przy ul. Szafranka 9. Osiedle Nikiszowiec znajduje się na Szlaku Zabytków Techniki Województwa Śląskiego

### Budynek Działu Teatralno-Filmowego MHK
W 2010 roku Urząd Miejski przekazał Muzeum Historii Katowic mieszkanie wraz z wyposażeniem (przy ulicy Kopernika 11) na filię – Pracownię Teatralno-Filmową. W mieszkaniu tym przez ponad 30 lat żyło i pracowało twórczo małżeństwo artystów: ceniona kostiumolog filmu i teatru Barbara Ptak i wybitny śpiewak Stanisław Ptak, jeden z prekursorów aktorstwa musicalowego w Polsce. 19 listopada 2011 roku uroczyście otwarto ekspozycję stałą: Muzeum Barbary i Stanisława Ptaków, zaś 10 stycznia 2013 roku udostępniono zwiedzającym Galerię pod 11 - przestrzeń na wystawy czasowe.

### Zabytkowy zespół drewnianego kościoła pw. św. Michała Archanioła

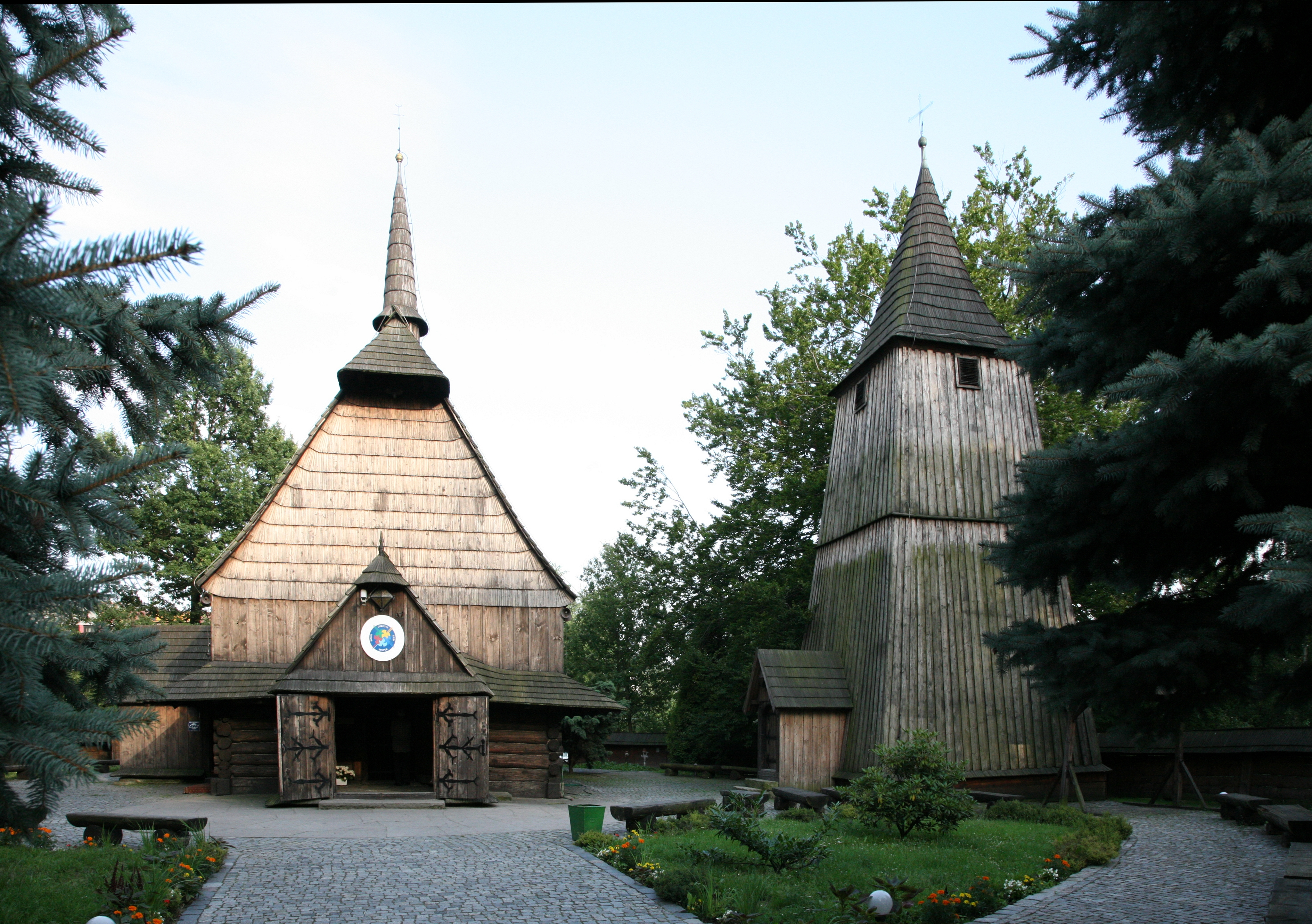
Kościół pw. św. Michała Archanioła

Jednym z najcenniejszych zabytków w Katowicach jest drewniany kościół pw. św. Michała Archanioła znajdujący się w parku Kościuszki. Sprowadzony przed wojną z Syryni, pochodzący prawdopodobnie z 1510 roku (a może nawet z 1305) kościół pełni nadal funkcje sakralne, pozostając jednocześnie pod opieką Muzeum. Budowla składa się z centralnie położonego kościoła, wolno stojącej dzwonnicy i otaczającego całość ogrodzenia. Dziś jeszcze można oglądać pozostałości pierwotnej polichromii. Zachowały się ponadto: kamienna gotycka kropielnica, XVI-wieczna rzeźba Matki Boskiej z Dzieciątkiem oraz barokowa ambona. Na dziedzińcu drewnianego kościoła utworzono lapidarium symbolizujące cmentarz, gdzie zgromadzono obiekty kamienne o dużej wartości historycznej. 

## Dyrektorzy
- mgr Jadwiga Lipońska-Sajdak (1981–2013)
- dr Jacek Siebel (od 2013)

## Wystawy stałe w budynku głównym MHK (ul. Szafranka 9)

### Z dziejów Katowic
Ekspozycja prezentuje historię Katowic – ważne postaci i przełomowe wydarzenia w dziejach miejscowości. W zrozumiały sposób opowiada o wiejskich początkach i późniejszych ogromnych przeobrażeniach związanych z rozwojem przemysłu. Zarówno zgromadzone na wystawie eksponaty, jak i multimedia ułatwiają prześledzenie dziejów Katowic – od niewielkiej osady po znaczne miasto wojewódzkie

### W kamienicy mieszczańskiej: codzienność i odświętność oraz W kamienicy mieszczańskiej: u sąsiadów, na pokojach i w kuchni
Wystawy prezentują dwa modelowe mieszkania mieszczańskie z przełomu XIX i XX wieku, pokazane w oryginalnym wnętrzu kamienicy z 1910 roku. Koncepcja ekspozycji została wytyczona przez historię miasta do 1939 roku. Wykorzystując naturalną przestrzeń „czynszówki” (zachowane pierwotne cechy kamienicy), odtworzono dwie siedziby rodzin mieszczańskich – bogatej oraz średniozamożnej.

## Wystawy stałe w Dziale Etnologii Miasta

### Woda i mydło najlepsze bielidło. W pralni i maglu na Nikiszowcu
Publiczna pralnia i magiel w Nikiszowcu była miejscem, z którego do lat 60. XX wieku mogli korzystać mieszkańcy osiedla. Wystawa pokazuje cykl pracy, jaką wykonywały kobiety dbające o czystość domowników i swojego mieszkania. Do pralni przynosiły ciężki kosz brudnych rzeczy, następnie prały na tarach, suszyły, maglowały i na koniec z powrotem wkładały pachnące i wygładzone tkaniny do wiklinowego koszyka. Wystawa została uhonorowana nagrodą „Sybilla 2013” w kategorii wystaw etnograficznych.

### Wokół mistrzów Grupy Janowskiej
Grupa Janowska powstała w 1946 roku i zrzeszała malarzy amatorów, pracowników kopalni „Wieczorek”. Do najbardziej znanych wywodzących się z niej artystów należą: Teofil Ociepka, Paweł Wróbel, Ewald Gawlik i Erwin Sówka. Ich obrazy i szkice, a także prace pozostałych członków Grupy można oglądać na ekspozycji stałej w Oddziale na Nikiszowcu.

### U nos w doma na Nikiszu
Odtworzone wnętrze mieszkania górniczego w Nikiszowcu z lat 30.–60. XX wieku. Można tu zobaczyć meble, sprzęty, przedmioty codziennego użytku, bibeloty czy dewocjonalia, jakimi otaczały się dawne rodziny robotnicze. Część obiektów została przekazana do muzeum przez mieszkańców osiedla

## Wystawy stałe w Dziale Teatralno - Filmowym

### Muzeum Barbary i Stanisława Ptaków
Barbara i Stanisław Ptakowie, kostiumografka oraz śpiewak operetkowy, małżeństwo niezwykłe zarówno pod względem osobistej charyzmy, jak i dokonań artystycznych, stało się rozpoznawalną barwą w kolorycie Katowic. Na ekspozycji w ich byłym mieszkaniu pokazujemy owoce współpracy Barbary Ptak z tak wybitnymi twórcami, jak Andrzej Wajda, Kazimierz Kutz, Jerzy Kawalerowicz, Jerzy Antczak, Janusz Majewski. Zwiedzający mogą zobaczyć stroje oraz projekty kostiumów, które nosiły Aleksandra Śląska, Anna Dymna, Jadwiga Barańska czy Kalina Jędrusik. Prezentujemy warsztat kostiumografa, dzięki któremu możliwa jest magia kina i teatru. W klimatycznych wnętrzach, pełnych osobistych fotografii, pamiątek oraz nagród (aż cztery Złote Maski) wspominamy dokonania Stanisława Ptaka, którego głos i osobowość sceniczną doskonale pamiętają widzowie Operetki Śląskiej (dziś Teatru Miejskiego w Gliwicach), Teatru Rozrywki w Chorzowie, Teatru Muzycznego w Gdyni czy Teatru Muzycznego „Roma” w Warszawie. W ekspozycyjnej narracji historie teatralne i filmowe przeplatają się więc z historiami z życia Barbary i Stanisława, osobistymi, czasem bardzo intymnymi, co pozwoliło stworzyć wyjątkowe miejsce – muzeum, które nie straciło nic z klimatu prywatnego mieszkania. Od ponad dekady w progi zabytkowej kamienicy przy ul. M. Kopernika 11 zapraszamy gości na liczne spotkania i koncerty, stwarzając niepowtarzalną atmosferę, która sprawia, że chce się tu wracać.

### Galeria pod 11
W przestronnej Galerii pod 11 prezentujemy wystawy czasowe o zróżnicowanej tematyce. Oprócz tego to nowoczesna, wielofunkcyjna przestrzeń, w której odbywają się koncerty oraz projekcje filmowe, realizowane są małe formy teatralne oraz wiele innych wydarzeń kulturalnych. Miejsce to generuje nową jakość artystyczną dzięki spotkaniu klasyki ze sztuką współczesną, fotografią czy tańcem.

## Galeria jednego obrazu
Od 2013 na parterze budynku przy ul. ks. J. Szafranka 9 odbywają się wystawy pt. „Galeria jednego obrazu”, prezentujące jeden wybrany obraz znanego artysty. Dotychczas prezentowano m.in.:
- Słońce w międzyprzestrzeni autorstwa Zdzisława Stanka (2018)[3]
- dzieło Chłopcy z melonem i winogronami autorstwa Bartolomé Estebana Murillo (2018)[4]
- płótno Spacer autorstwa Wojciecha Fangora (2018)[5]
- nowy rysunek Hansa Bellmera w zbiorach muzeum (2017)[6]
- dzieło Kobieta z nutami przypisywane malarzowi holenderskiemu Janowi Gerritszowi van Bronckhorstowi (2017)[7]

## Schemat organizacyjny

### Dział Historii
Zajmuje się pozyskiwaniem i naukowym opracowywaniem eksponatów dokumentujących przede wszystkim dzieje Katowic, a w wybranych aspektach również Górnego Śląska. Zgromadzone zbiory prezentowane są na wystawie stałej „Z dziejów Katowic” oraz na licznych wystawach czasowych ilustrujących wybrane wątki z historii naszego miasta i regionu. Oprócz dokumentów, map, pamiątek po znanych katowiczanach (np. Wojciechu Korfantym i Wojciechu Kilarze), katowickich firmach i instytucjach dział zgromadził największą na Śląsku kolekcję sportową. Jej trzon stanowią różnorodne dawne akcesoria potrzebne do uprawiania wielu dyscyplin sportowych oraz liczne nagrody (medale, puchary, dyplomy) śląskich sportowców, w tym również olimpijczyków. Pracownicy Działu Historii popularyzują wiedzę o mieście, prowadząc lekcje muzealne, wygłaszając wykłady, referaty, a także przygotowując publikacje o tematyce historycznej.

### Dział Etnologii Miasta
Oddział MHK – Dział Etnologii Miasta znajduje się w zabytkowej dzielnicy Katowic – Nikiszowcu. Mieści się w zrewitalizowanym budynku dawnej pralni i magla. W 2011 roku osiedle zostało Pomnikiem Historii. Jest także jednym z obiektów na Szlaku Zabytków Techniki Województwa Śląskiego. Dział Etnologii Miasta pozyskuje i opracowuje eksponaty związane z kulturą materialną regionu, szczególnie przedmioty dotyczące zawodów popularnych w regionie: górnika, hutnika, rolnika, a także rzemieślników. Prowadzi badania terenowe oraz kwerendy archiwalne i biblioteczne dotyczące zagadnień z zakresu etnografii Górnego Śląska. Przygotowane przez pracowników działu wystawy, lekcje muzealne czy warsztaty propagują zainteresowanie tematyką regionalną.

### Dział Sztuki

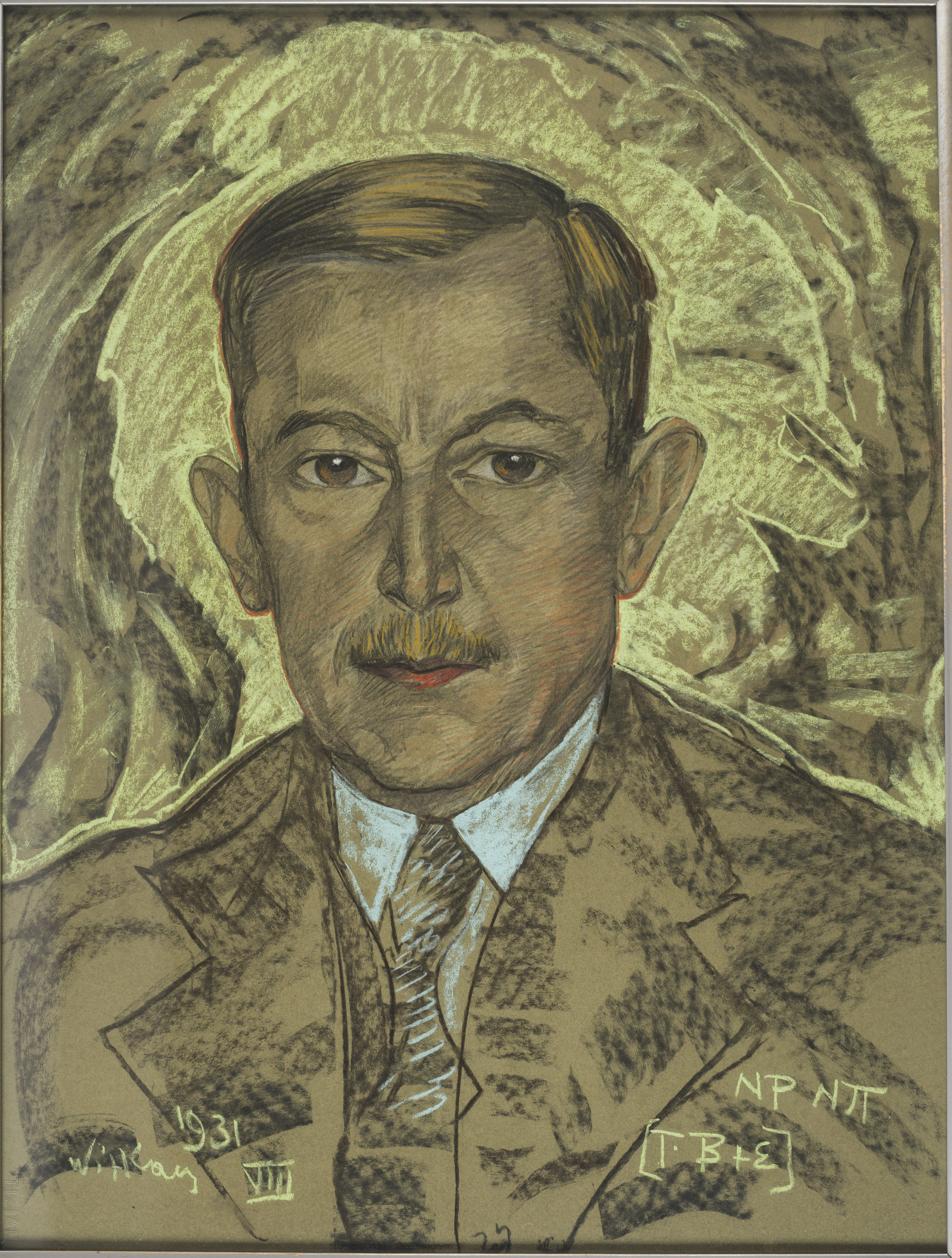
Portret Wojciecha Korfantego

Pozyskuje i opracowuje eksponaty z następujących dyscyplin: malarstwo i plakat katowickiego środowiska artystycznego, porcelana, tkanina, rzemiosło, ubiór i akcesoria mody oraz sprzęty gospodarstwa domowego. Prowadzi badania terenowe oraz kwerendy archiwalne i biblioteczne związane ze sztuką i kulturą materialną XIX i XX wieku na Górnym Śląsku ze szczególnym uwzględnieniem mieszczaństwa. Pracownicy tworzą scenariusze ekspozycji, przygotowują wystawy, opracowania naukowe i specjalistyczne artykuły z zakresu historii sztuki oraz popularyzują wiedzę o sztuce (wykłady, odczyty, lekcje muzealne). Dział dysponuje niezwykłą kolekcją obrazów Stanisława Ignacego Witkiewicza, na którą składa się m.in. 26 portretów „Asymetrycznej damy” – pastelowych podobizn jednej modelki, Eugenii Wyszomirskiej - Kuźnickiej. Do najważniejszych kolekcji należy też duży zbiór porcelany śląskiej z okresu międzywojennego firm: „Czuday”, „Giesche”, „Huta Franciszka” oraz powojennych firm „Bogucice” i „Steatyt”.

### Dział Fotografii
Pozyskuje i opracowuje takie eksponaty, jak: fotografia o tematyce regionalnej, fotografia dokumentalna, fotografia atelierowa, fotografia artystyczna, pocztówki o tematyce regionalnej i okolicznościowej, sprzęt fotograficzny. Prowadzi badania terenowe oraz kwerendy archiwalne i biblioteczne dotyczące historii fotografii i pocztówek, w tym kolekcji Józefa Dańdy, Anny Chojnackiej, Kazimierza Seki, artystycznej fotografii współczesnej oraz historii śląskich zakładów fotograficznych. Wystawy, opracowania naukowe i specjalistyczne oraz wykłady, odczyty i lekcje muzealne przygotowane przez pracowników działu popularyzują wiedzę o fotografii i pocztówkach. Zbiory liczą około 130 tys. eksponatów. Są to głównie fotografie, negatywy, przezrocza oraz pocztówki. Najstarsze eksponaty pochodzą z 2. połowy XIX wieku. Na wyróżnienie zasługuje bogaty zbiór fotografii atelierowej, krajoznawczej, sportowej oraz zdjęcia dokumentujące wydarzenia historyczne, polityczne i społeczne naszego miasta i regionu.

### Dział Teatralno-Filmowy
Dział Teatralno-Filmowy jako Oddział Muzeum Historii Katowic z siedzibą przy ul. M. Kopernika 11 został powołany 19 czerwca 2010 roku, kiedy to decyzją Urzędu Miasta Katowice mieszkanie kupione od Barbary Ptak przekazano naszej placówce. Jednak teatralia w muzealnych zbiorach pojawiły się znacznie wcześniej. W 1999 roku w siedzibie MHK przy ul. ks. J. Szafranka 9 została bowiem powołana Pracownia Konrada Swinarskiego, której historia rozpoczęła się w momencie nabycia od Barbary Witek-Swinarskiej kolekcji dzieł jej tragicznie zmarłego męża. Pierwotnie zbiór obejmował głównie szkice, projekty i obrazy pochodzące z lat 50. XX wieku (Fantazjo A. Musseta, Woyzeck G. Büchnera, pantomima Ksiądz i karabin, Opera za trzy grosze B. Brechta). W ciągu następnych lat zbiór wzbogaciły liczne zakupy oraz darowizny, m.in. od Ewy Starowieyskiej, która podarowała swoje projekty kostiumów i scenografii tworzonych do spektakli Konrada Swinarskiego. W miarę upływu czasu pracownia poświęcona wybitnemu reżyserowi zaczęła rozszerzać działalność. Obecnie w zbiorach znajdują się również liczne eksponaty dokumentujące funkcjonowanie teatralnych placówek naszego regionu oraz osób z nim związanych.

### Dział Grafiki im. Pawła Stellera
Dział gromadzi zbiory, prowadzi badania, przygotowuje wystawy i publikacje oraz popularyzuje wiedzę o grafikach związanych z Katowicami, tworzących od końca XIX wieku do czasów współczesnych. Patronem działu jest wybitny grafik, rysownik i malarz Paweł Steller (1895–1974), mieszkający i tworzący w Katowicach przez niemal 50 lat. Artysta przekazał część swojej spuścizny miastu, a zatem sprawujemy opiekę nad eksponatami związanymi z jego biografią i twórczością. W kręgu naszych zainteresowań znajduje się także grafika europejska, ze szczególnym uwzględnieniem plastyków i motywów związanych ze Śląskiem. To tutaj jest rozwijana jedyna w Polsce kolekcja prac surrealisty światowej sławy – Hansa Bellmera (1902–1975), grafika, malarza, rzeźbiarza, który urodził się i wychowywał w naszym mieście. Trzeci istotny zbiór tworzą prace jednego z pierwszych absolwentów (1952) katowickiej uczelni plastycznej – Stefana Suberlaka (1928–1994), grafika, malarza, projektanta murali i mozaik wielkoformatowych. W naszej kolekcji wśród dzieł stu kilkudziesięciu artystów znajdują się przykłady twórczości graficznej Józefa Budki, Sławomira Chrystowa, Krystyny Filipowskiej, Andrzeja Kasprzaka, Zdzisława Lachura, Mariana Maliny, Jana Nowaka, Aleksandra Raka, Ewy Sataleckiej, Tadeusza Siary, Tomasza Struka, a nawet Jerzego Dudy-Gracza czy Stanisława Szukalskiego.

### Dział Edukacji i Promocji z Biblioteką Specjalistyczną
Zajmuje się promocją działalności całego muzeum. Zapewnia profesjonalne oprowadzanie po wystawach stałych i czasowych oraz przyjmuje rezerwacje na tematyczne lekcje muzealne oraz zajęcia warsztatowe. Ponadto przygotowuje wykłady dla seniorów związane z profilem muzeum. Współorganizuje wystawy czasowe z pracami uczniów z dysfunkcją intelektualną. Specjalistyczna biblioteka gromadzi księgozbiór naukowy o profilu działalności muzeum oraz z zakresu muzealnictwa w Polsce. Z zasobów biblioteki można korzystać w czytelni. Dział prowadzi sprzedaż (także wysyłkową) wydawnictw Muzeum Historii Katowic oraz innych publikacji związanych z historią i sztuką regionu, a także pocztówek i pamiątek.

### Dział Wydawniczy

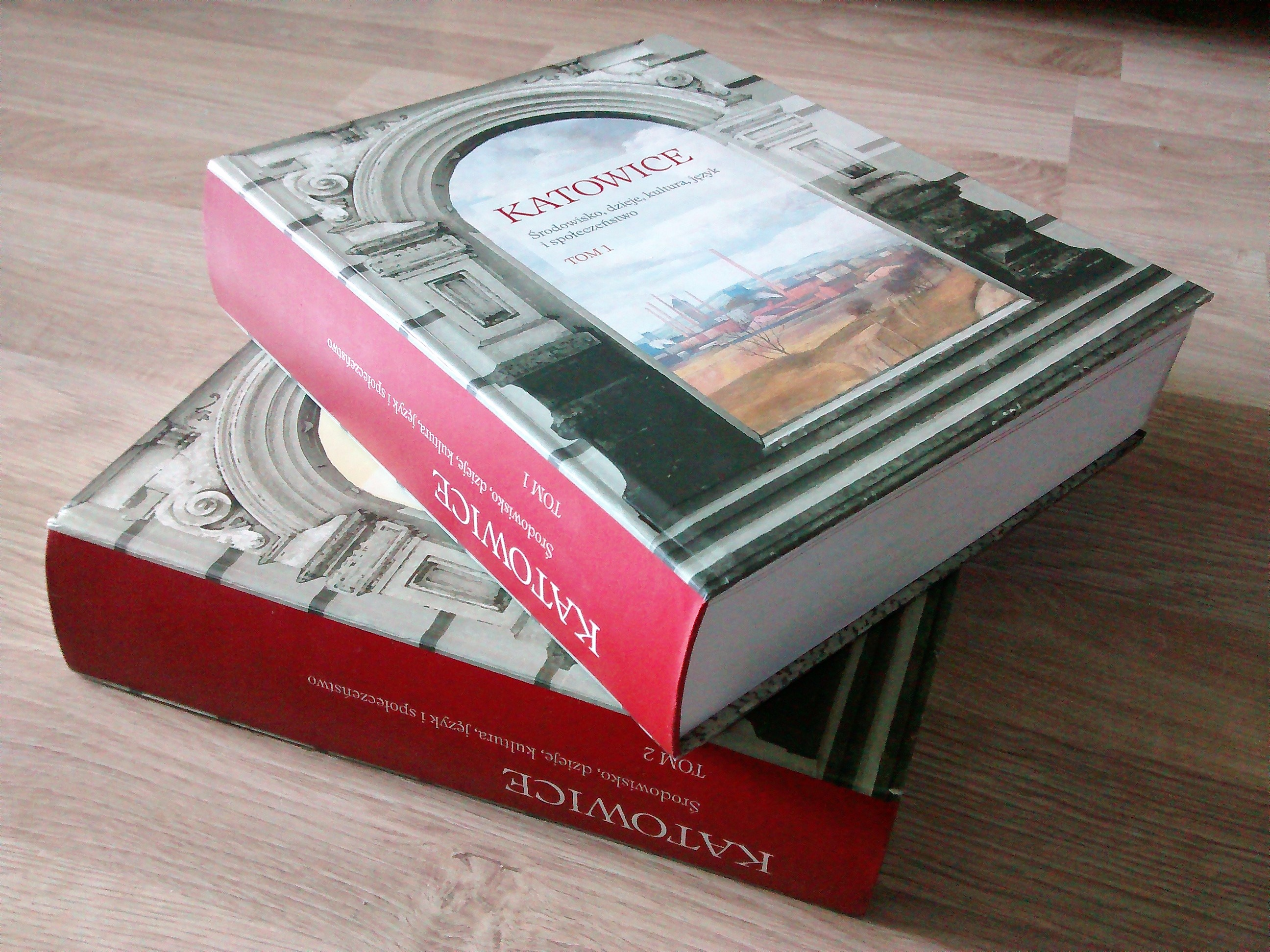
Dwutomowa publikacja Katowice. Środowisko, dzieje, kultura i społeczeństwo, wydana w 2012 przez Muzeum Historii Katowic

Książki ukazujące się nakładem MHK to przede wszystkim przewodniki po wystawach stałych, katalogi do wystaw czasowych, katalogi zbiorów, opracowania naukowe przygotowywane i wydawane przy okazji otwarcia ekspozycji, lecz ujmujące tematykę w bardziej rozległej perspektywie historycznej czy kulturowej, wydawnictwa albumowe, m.in. z zakresu historii sztuki, wydawnictwa popularyzujące wiedzę o dziejach Katowic, przybliżające odbiorcom historię miasta i jego dzielnic poprzez szczegółowe omówienie problemów partykularnych. Pewna grupa wydawnictw układa się w serie, np. portretów postaci historycznych związanych z Katowicami czy szerzej – ze Śląskiem, monografii katowickich dzielnic, kościołów. Serię wydawniczą stanowią też materiały pokonferencyjne z katowickiej konferencji naukowej. Autorami publikacji są zazwyczaj pracownicy MHK, zapraszamy także do współpracy innych badaczy – specjalistów z danych dziedzin. Wydawnictwa to najbardziej trwała materialnie część popularyzatorskiej i edukacyjnej działalności muzealnej. Szczególną wagę przywiązuje się do ich merytorycznego opracowania redakcyjnego i atrakcyjnej szaty graficznej.

### Pozostałe działy
Muzeum posiada ponadto Dział Administracyjno-Gospodarczy, Dział Wystawienniczy, Dział Techniczno-Konserwatorski.

### Wybrane publikacje muzeum
- Bellmer / Visat (praca zbiorowa)
- Dąb. Dzieje dzielnicy Katowic (Urszula Rzewiczok)
- Dąbrówka Mała. Dzieje dzielnicy Katowic (Michał Bulsa)
- Dzieje ciężkiej atletyki na Górnym Śląsku 1878–1945 (Antoni Steuer)
- Dzieje Katowic (1299-1945) (Joanna Starnawska)
- Fotografia ojczysta Józefa Dańdy (Jadwiga Lipońska-Sajdak, Jacek Mastalerz)
- Giszowiec. Monografia (Joanna Tofilska)
- Historia gminy synagogalnej w Katowicach na Górnym Śląsku Jakub Cohn (tłum. Michał Musioł)
- Huta Baildon i jej twórca (Urszula Rzewiczok)
- Kalendarium dziejów Katowic (Antoni Steuer)
- Katowice. Środowisko, dzieje, kultura i społeczeństwo (red. Antoni Barciak, Ewa Chojecka, Sylwester Fertacz)
- Kobieta odświętna, czyli Ślązaczka w stroju ludowym (Justyna Jarosz)
- Kościół pod wezwaniem Matki Boskiej Częstochowskiej w Podlesiu (Jacek Siebel)
- Kościół świętego Michała Archanioła w Katowicach (Jacek Siebel)
- Ludność parafii bogucickiej (woj. śląskie) w latach 1738–1860 (na podstawie ksiąg metrykalnych) (Jacek Siebel)
- Made in Katowice (Joanna Popanda, Urszula Rzewiczok)
- Nikiszowiec 1908-2008. Z dziejów osiedla i parafii (Joanna Tofilska)
- O duszę polską. Wystawa historyczna o działalności duchowieństwa śląskiego w XIX i XX w. (J. Lipońska-Murzyn, Antoni Steuer)
- Pałam chęcią rysowania jej Asymetrji. Witkacy (red. Natalia Kruszyna)
- Parafia Mariacka w Katowicach – historia jak witraż (Joanna Tofilska)

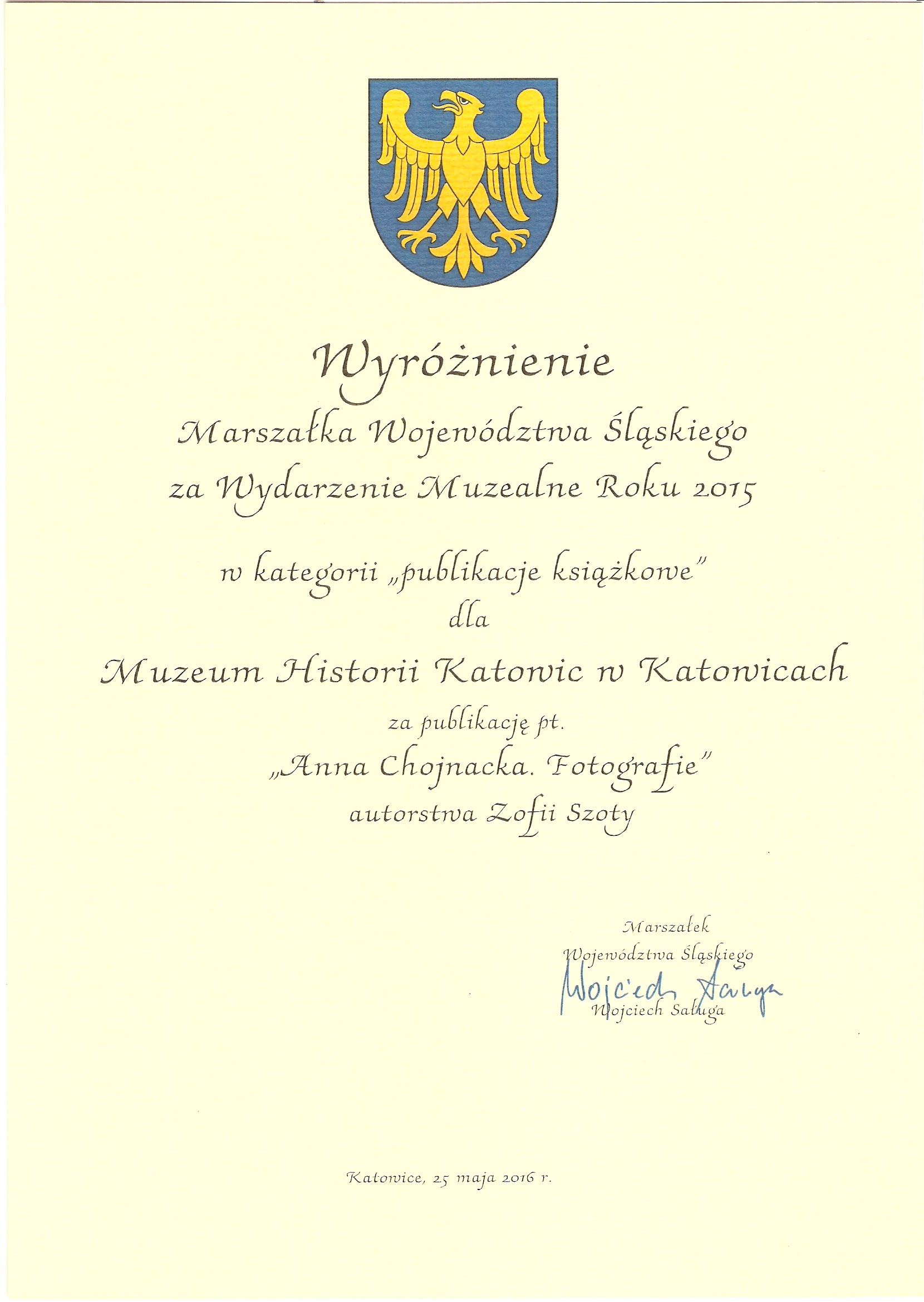
Wyróżnienie marszałka województwa śląskiego za publikację pt. „Anna Chojnacka. Fotografie” autorstwa Zofii Szoty z Działu Fotografii MHK

- Wyróżnienie marszałka województwa śląskiego za publikację pt. „Anna Chojnacka. Fotografie” autorstwa Zofii Szoty z Działu Fotografii MHKPatronowie Katowickich ulic i placów (red. Urszula Rzewiczok)
- Pod patronatem spółki Giesche. Gmina Janów na Górnym Śląsku (Joanna Tofilska)
- Pozdrowienia z Katowic (Jadwiga Lipońska-Sajdak, Zofia Szota)
- Sport na Górnym Śląsku 1896–1996 (Antoni Steuer)
- Szkic do dziejów pierwszego gimnazjum w Katowicach (Urszula Rzewiczok, Michał Musioł)
- W 50. rocznicę powstania Oddziałów Młodzieży Powstańczej (Antoni Steuer)
- W okupowanym mieście. Topografia Katowic w latach 1939–1945 (Joanna Popanda, Mirosław Węcki)
- Zarys dziejów Katowic. 1299–1990 (Urszula Rzewiczok)
- Zawodowa Straż Pożarna w Katowicach (Jacek Siebel)
- Z dziejów parafii ewangelickiej w Katowicach (Justyna Pawlas)

## Nagrody i wyróżnienia

### Sybilla
- Sybilla 2013 (maj 2014) Nagroda w kategorii "Wystawy Etnograficzne" za wystawę "Woda i mydło najlepsze bielidło. W pralni i maglu na Nikiszowcu"
- Sybilla 2012 (maj 2013) Nominacja w kategorii "Opracowania Naukowe, Publikacje i Wydawnictwa Multimedialne" za wydawnictwo "Katowice. Środowisko, dzieje, kultura, język i społeczeństwo"
- Sybilla 2012 (maj 2013) Nominacja w kategorii "Wystawy Etnograficzne i Archeologiczne" za wystawę "U nos w doma na Nikiszu. We wnętrzu nikiszowieckiego mieszkania"
- Sybilla 2011 (maj 2012) Nominacja w kategorii "Wystawy Etnograficzne i Archeologiczne" za wystawę "Dom Lalki. Rzeczywistość w miniaturze"

### Wydarzenie Muzealne Roku
- Wydarzenie Muzealne Roku 2020 (lipiec 2021) Wyróżnienie w kategorii „Wystawy” za ekspozycję „Dwurnik. Totalnie” Wyróżnienie w kategorii „Dokonania z zakresu inicjatyw edukacyjnych oraz popularyzacji dziedzictwa kulturowego (w tym wydawnictwa multimedialne)” za projekt „Muzeum on-line”[8]
- Wydarzenie Muzealne Roku 2019 (grudzień 2020) Nagroda główna Marszałka Województwa Śląskiego dla Muzeum Historii Katowic za wystawę Z fabryki na salony! Wystawa porcelany „Giesche”, „Czuday”, „Huta Franciszka” oraz wyróżnienie za publikację "Waleska von Tiele – Winckler: Tradycje rodzinne"
- Wydarzenie Muzealne Roku 2017 (maj 2018 ) Wyróżnienie w kategorii „Publikacje książkowe” za publikację "Ewangelicy w Katowicach. Przewodnik”[9].
- Wydarzenie Muzealne Roku 2016 (maj 2017) Nagroda w kategorii "Wystawy" za ekspozycję "Sztuka konserwacji"[10]
- Wydarzenie Muzealne Roku 2015 (maj 2016) Wyróżnienie w kategorii "Publikacja książkowa" za album "Anna Chojnacka. Fotografia" Wyróżnienie w kategorii "Wystawa" za ekspozycję "Witkacy i kobiety. Nienasycenie"
- Wydarzenie Muzealne Roku 2014 (maj 2016) Wyróżnienie w kategorii "Wystawy" za wystawę "Władysław Skoczylas – mistrz Pawła Stellera" Nagroda w kategorii "Publikacje" za wydawnictwo "Dąb. Dzieje dzielnicy Katowic"
- Wydarzenie Muzealne Roku 2012 (maj 2013) Nagroda w kategorii "Publikacje" za wydawnictwo "Katowice. Środowisko, dzieje, kultura, język i społeczeństwo"
- Wydarzenie Muzealne Roku 2011 (maj 2012) Wyróżnienie w kategorii "Wystawy” za wystawę pt. "Dom Lalki. Rzeczywistość w miniaturze”

- Wydarzenie Muzealne Roku 2009 (maj 2010) Wyróżnienie w kategorii "Wystawy” za wystawę pt. "Portrecista elit międzywojennych Katowic – Józef Kidoń (1890-1968)"
- Wydarzenie Muzealne Roku 2008 (maj 2009) Wyróżnienie w kategorii "Wystawy" za wystawę "Secesja na karcie pocztowej" Wyróżnienie w kategorii "Publikacje" za wydawnictwo "Pozdrowienia z Katowic. Gruss aus Kattowitz"
- Wydarzenie Muzealne Roku 2007 (maj 2008) Wyróżnienie w kategorii "Publikacje" za wydawnictwo "Katowice Nikiszowiec. Miejsce, ludzie, historia"
- Wydarzenie Muzealne Roku 2006 (maj 2007) Wyróżnienie w kategorii "Wystawy" za wystawę pt. "Od Katowic do Stalinogrodu" Nagroda w kategorii "Publikacje" za wydawnictwo pt. "Paweł Steller. Życie i twórczość (1895-1974), część I i II"
- Najciekawsze Wydarzenie Muzealne Roku 1992 (styczeń 1993) II Nagroda za wystawę czasową "Sejm Śląsk 1922-1939"
- Najciekawsze Wydarzenie Muzealne Roku 1991 (luty 1992) Nagroda I stopnia za ekspozycję stałą pt. "Katowickie wnętrza mieszczańskie 1865-1939" Nagroda III stopnia za książkę i wystawę czasową pt. "O duszę polską"
- Najciekawsze Wydarzenie Muzealne Roku 1990 (maj 1991) Wyróżnienie za popularyzację regionalnego stroju śląskiego w ramach wystawy czasowej "Śląski strój ludowy i jego odbicie w malarstwie"
- Najciekawsze Wydarzenie Muzealne 1986 (1987) III nagroda za wystawę stałą „Gabinet Ludomira Różyckiego”

### Inne
- Złoty Laur Umiejętności i Kompetencji (styczeń 2018) Nagroda dla Muzeum Historii Katowic oraz dyrektora dr Jacka Siebla w kategorii „Kultura” za wysoki poziom artystycznych dokonań, ponadregionalny i międzynarodowy zakres działań, umiejętność dostosowania się do warunków gospodarki rynkowej i sukcesy na tym polu, pozyskiwanie przychylnych recenzji, opinii krytyków i mediów.
- Amicus Societatis Magistrorum Polonorum (październik 2016) Tytuł Przyjaciela Związku Nauczycielska Polskiego dla Muzeum Historii Katowic
- Nagroda za plakat (grudzień 1994r) III nagroda za plakat do wystawy „Sejm Śląski” autorstwa Jana Dubiela.